# Chenoise-Cucharmoy
Chenoise-Cucharmoy es una comuna nueva francesa situada en el departamento de Sena y Marne, de la región de Isla de Francia.

## Historia
Fue creada el 1 de enero de 2019, en aplicación de una resolución del prefecto de Sena y Marne de 29 de octubre de 2018 con la unión de las comunas de Chenoise y Cucharmoy, pasando a estar el ayuntamiento en la antigua comuna de Chenoise.

## Demografía
Según los datos aportados en la resolución del prefecto de Sena y Marne, la comuna se crea con 1601 habitantes.

## Composición
| Comuna fusionada | Código INSEE | Población (2016) | Superficie (km²) | Densidad (hab./km²) |
| ---------------- | ------------ | ---------------- | ---------------- | ------------------- |
| Chenoise         | 77109        | 1386             | 35.85            | 39                  |
| Cucharmoy        | 77149        | 225              | 12.83            | 18                  |